# Polskie Towarzystwo Andrologiczne
Polskie Towarzystwo Andrologiczne (skrót: PTA) – naukowe stowarzyszenie lekarzy i badaczy z zakresu andrologii, założone w 1993. Od 1995 r. PTA jest afiliowane przy  International Society of Andrology (ISA), działającym od 1976. Członkowie PTA aktywnie uczestniczą w europejskich inicjatywach andrologicznych organizowanych przez European Academy of Andrology (EAA).
Celem organizacji jest integracja grupy osób zajmujących się zawodowo fizjologią i patologią męskiego układu płciowego, zarówno z punktu widzenia klinicznego, jak i ściśle naukowego. Dzięki temu towarzystwo jest interdyscyplinarne, skupiające lekarzy różnych specjalności m.in.: internistów, urologów, endokrynologów, ginekologów, pediatrów, diagnostów laboratoryjnych, a także lekarzy weterynarii i biologów.
Swoje cele PTA realizuje poprzez organizowanie szkoleń i konferencji naukowych o tematyce andrologicznej. Wspiera także badania naukowe w zakresie fizjologii i patologii męskiego układu płciowego u dorosłych mężczyzn, a także w okresie rozwojowym. Ponadto ułatwia kontakty międzynarodowe swoim członkom. 
Pierwszym Przewodniczącym Zarządu Głównego PTA, wybranym dwukrotnie w 1994 i 1998, był prof. Krzysztof Kula. W latach 2002–2006 i 2007-2011 Przewodniczącym był prof. Grzegorz Jakiel. 14 kwietnia 2011 r. Przewodniczącą została wybrana prof. Jolanta Słowikowska-Hilczer na lata 2011-2015, a następnie na lata 2016-2019.
Z okazji 20-lecia towarzystwa w 2014 wręczono Medale Zasłużonym dla Polskiego Towarzystwa Andrologicznego: prof. Krzysztofowi Kuli i prof. Grzegorzowi Jakielowi.

## Członkostwo w PTA
Towarzystwo liczy ponad 200 członków zwyczajnych. 
Godność członka honorowego PTA nadano:
- prof. Emilowi Steinbergerowi (Huston, Texas, USA) w 1997
- prof. Annie Steinberger (Huston, Texas, USA) w 1997
- prof. Michałowi Bokińcowi w 2002
- prof. Marianowi Semczukowi w 2007
- prof. Leszkowi Bablokowi w 2011
- prof. Dimitriosowi Adamopoulosowi (Ateny, Grecja) w 2011
- prof. Ewie Rajpert-DeMeyts (Dania) w 2015
- prof. Krzysztofowi Kuli w 2015

## Działalność PTA
Od 1998 PTA organizuje coroczne sympozja naukowo-szkoleniowe tzw. Dni Andrologiczne, które od 2015 nazywane są Konferencjami PTA oraz co 4 lata Kongresy Andrologiczne. Jedną z ważniejszych inicjatyw PTA było zorganizowanie w Krakowie w 1997 Sympozjum Satelitarnego dla VI Międzynarodowego Kongresu Andrologii. Sympozjum poświęcone było hormonalnej kontroli spermatogenezy. Członkowie towarzystwa mieli okazję wysłuchać wykładów 15 światowych autorytetów z dziedziny andrologii, a także przedstawić własne prace naukowe. Obecny był cały Zarząd Międzynarodowego Towarzystwa Andrologicznego (ISA) wraz z przewodniczącym dr Goeffreyem Waitesem.
Od 2005 r. PTA przyznaje corocznie Nagrodę Młodych im. Prof. Michała Bokińca. Przyznawana jest za pracę naukową z dziedziny andrologii opublikowaną w roku poprzedzającym jej przyznanie. Po raz pierwszy Nagrodę otrzymał w 2006 r. dr n. med. Paweł Jóźków z Katedry i Zakładu Medycyny Sportowej AWF we Wrocławiu, za pracę Hormonal markers of aging in men with laryngeal carcinoma (Head & Neck 2005; 27: 243-7).
Członkowie PTA aktywnie uczestniczą w europejskich inicjatywach andrologicznych organizowanych przez European Academy of Andrology. Prof. Krzysztof Kula był współzałożycielem EAA i członkiem pierwszego Zarządu w latach 1992-2002. Był także członkiem Komisji Publikacyjnej EAA w latach 2007-2010. W 2006 prof. Jolanta Słowikowska-Hilczer została wybrana członkiem Zarządu EAA na lata 2007-2010, a także członkiem Komisji Edukacji oraz Komisji Akredytacji Centrów Kształcenia Klinicznego EAA, której członkiem jest nadal. 
Członkowie PTA uczestniczą w krajowych i międzynarodowych kursach podyplomowych z dziedziny andrologii. W Centrum Szkolenia Klinicznego Europejskiej Akademii Andrologii w Łodzi prowadzone są kursy Centrum Medycznego Kształcenia Podyplomowego (CMKP) dla lekarzy i diagnostów laboratoryjnych z zakresu diagnostyki andrologicznej. Międzynarodowe kursy podyplomowe dla lekarzy organizowane są przez Europejską Akademię Andrologii (EAA).
Od 2010 pod patronatem PTA w Krakowie prowadzone są kursy z seminologii.

## Nagrody dla członków PTA
Członkowie towarzystwa czynnie uczestniczą w międzynarodowych konferencjach i sympozjach naukowych, gdzie są nagradzani za swe badania i prace naukowe:
- 5th International Congress of Andrology, Kioto, Japonia, 1993. Nagroda z pracę: K. Kula, J. Słowikowska-Hilczer (Łódź): Stimulation of testicular growth and the first spermatogenesis in rats by combined administration of testosterone and estradiol

- 6th International Congress of Andrology, Salzburg, 1997. Nagroda dla pracy: R. Walczak, N.A. Rahman, E. Oszukowska, K. Kula (Łódź): Administration of estradiol fascilitates a stimulatory effects of FSH on first spermatogenesis and testicular growth

- 10th Annual Meeting of the German Society of Andrology, Műnster, Niemcy, 1998. Nagroda za pracę: J. Słowikowska-Hilczer, R. Walczak, K. Kula (Łódź): Gonocytes in functionally disturbed prepubertal human testes

- 1st European Congress of Andrology, L'Aquilla, Włochy, 2000. Nagrody dla prac:

1. J. Słowikowska-Hilczer, K. Marchlewska, E. Oszukowska, R. Walczak-Jędrzejowska, K. Kula K (Łódź): Spermatogenesis is a target for thyroid hormone
2. P. Wieczorek, M. Bokiniec, G. Jakiel, S. Bakalczuk, E. Korobowicz, Z. Bieganowska-Klamut (Lublin): Transrectal ultrasound of prostate and seminal vesicles in obstructive decrease of infertility
3. A. Laszczka,  J. Sławiński, M. Godlewski, T. Kwiecińska, D. Wierzuchowska, B. Szczęśniak-Fabiańczyk (Kraków, Poznań): Ultraweak luminescence as a new tool for spermatozoa investigation (an example of domestic animals spermatozoa)
4. L. Bablok, S. Frącki, M. Czaplicki, M. Wielgoś (Warszawa): The naloxone test in varicocele patients

- 7th International Congress of Andrology Montreal, Kanada, 2001. Nagroda dla pracy: P. Wieczorek, E. Korobowicz, G. Jakiel, S. Bakalczuk, M. Przytuła-Piłat, M. Bokiniec, M. Semczuk (Lublin): 4-D endorectal ultrasound in diagnosis of obturative decrease of fertility

- 8th International Congress of Andrology, Seul, Korea, 2005. Nagroda dla pracy: G. Bakalczuk, A. Mroczkowski, S. Bakalczuk, G. Jakiel (Lublin): Evaluation of induction of acrosome reaction in human spermatozoa after preparation, estimated using monoclonal antibodies anty-CD46

- 15th European Testis Workshop, Finlandia, 2008. Nagroda dla pracy: E. Zawadzka, R. Walczak-Jędrzejowska, E. Oszukowska, A. Gumińska, K. Marchlewska, K. Kula, J. Słowikowska-Hilczer (Łódź): Xenoestrogen zearalenone has a negative impact on seminiferous tubule growth in prepubertal rats

- 20th Annual Meeting of the German Society of Andrology, Halle, Niemcy, 2008. Nagroda dla pracy: E. Zawadzka, R. Walczak-Jędrzejowska, E. Oszukowska, A. Gumińska, K. Marchlewska, K. Kula, J. Słowikowska-Hilczer (Łódź): Negative impact of diethylstilbestrol and zearalenone on testis growth and development in prepubertal rats

- 5th European Congress of Andrology, Rzym, 2008. Nagroda dla pracy: A. Gumińska, E. Oszukowska, R. Walczak-Jędrzejowska, K. Marchlewska, K. Kula, J. Słowikowska-Hilczer (Łódź): Testicular dysgenesis syndrome: Less advanced disturbances of testicular organogenesis are connected with higher incidence of germ cell neoplasia

- 8th European Congress of Andrology, Barcelona, 2014. Nagroda za pracę: R. Walczak-Jedrzejowska, K. Marchlewska, E. Oszukowska, E. Filipiak, J. Słowikowska-Hilczer, K. Kula: Hormonal modulation of androgen receptor density in developing testes vs. initiation of spermatogenesis

## Publikacje
- Postępy Andrologii Online – elektroniczne czasopismo wydawane przez PTA. Dostęp do informacji naukowej jest bezpłatny i nieograniczony[10].